# Lujanià
El Lujanià és un estatge faunístic de l'escala d'edats sud-americanes de mamífers terrestres. Començà fa 781.000 anys i s'acabà fa 12.000 anys.
Els dipòsits sedimentaris exposats al llarg dels barrancs del riu Luján, en la ciutat homònima de la província de Buenos Aires, al centre-est de l'Argentina, es consideren com la seva localitat tipus.
S'utilitzà el terme «Lujanià», que ja posseïa un caràcter bioestratigràfic i litoestratigràfic; se li atorgà un abast temporal major, en assignar-li els conjunts mamalífers que anteriorment eren atorgats al «Lujanià» i al «Bonaerà», perquè «els seus tàxons no presenten diferències que justifiquessin una escissió». Tanmateix, el Bonaerà fou restablert i el límit inferior del Lujanià fou reduït.
Els tàxons que la defineixen són Equus neogeus i Macrauchenia patachonica, per la qual cosa també és denominada Biozona Equus (Amerhippus) neogaeus i Macrauchenia patachonica. Els acompanyen Scelidotherium leptocephalum, Megatherium americanum, Glossotherium, Lama guanicoe, etc.
Els sediments fluviolacustres del Lujanià que corresponen a la unitat estratigràfica continental de la formació del Luján, que es troba en els llits i les depressions de la conca del Río Salado de Buenos Aires, foren definits com a «Membre Guerrero», al qual posteriorment s'incorporà una unitat litoestratigràfica inferior, el «Membre La Chumbiada».
Alguns investigadors situen el límit Lujanià-Platà al voltant d'11.000 anys enrere.
Correspon al Plistocè superior. La secció de referència és zona del rierol Napostá Grande (prop del camp Santo Diumenge). L'estrat tipus és la secció central de la «Seqüència Aigua Blanca», aflorant a Puesto La Florida.
L'ambient que se suggereix és de zones obertes amb armenteres i estepes.